# Wootton St. Lawrence with Ramsdell
Wootton St. Lawrence with Ramsdell är en civil parish i Basingstoke and Deane, Storbritannien. Den ligger i grevskapet Hampshire och riksdelen England, i den södra delen av landet, 80 km väster om huvudstaden London.